# 福岡モスク

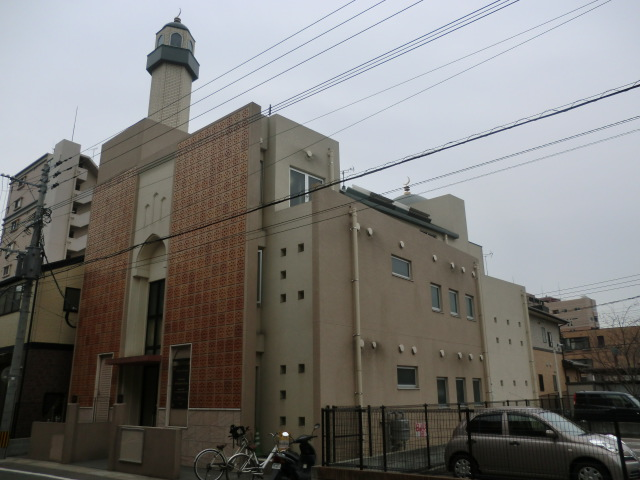
福岡マスジド正面

アン ヌール イスラム文化センター 福岡マスジド（英語: Fukuoka Masjid Al Nour Islamic Culture Center）は福岡県福岡市東区箱崎にあるイスラム教のモスク。

## 概要
2009年（平成21年）4月12日に開堂した九州初のモスクである。アラビア語で「マスジド」はモスクを、「アン・ヌール」はイスラム教の象徴「光」を意味する。
鉄筋コンクリート造地上3階・地下1階建てで、高さ9.5メートルのドームと18メートルのミナレットを備え、福岡県に約1,000人ほどいるイスラム教徒の礼拝の場という顔のほか、多くのモスクがそうであるように人々の交流の場、教育の場としての顔も備えている。
現在のところ専任のイマーム（指導者）は存在せず、説法は信者が持ち回りで行っている。また、アザーン（礼拝の呼びかけ）にはアラビア語が使われるが、説法などでは英語が使用される。
利用者のほとんどはインドネシアやバングラデシュといった東南アジア出身者で、中東出身者は意外と少ないという。

## 歴史
福岡モスクの設立の中心となったのは九州大学の留学生による公認組織「九州大学ムスリム学生会」であった。彼らは1998年（平成10年）に「福岡イスラミックセンター」を設置し、サダカ（寄付）の募集を開始した 。福岡県内のムスリムからも、それぞれ留学生は5万円、社会人は20万円のザカートを得て、他にもムスリムが多い富山や新潟、東京に出向いてザカートを求めた。特に、UAE出身の留学生を通して赤新月社から2億円のザカートを得るなど資金は順調に集まり、2005年にはJR箱崎駅の土地区画整理の公売を落札するかたちで用地を取得した。
しかし、モスク建築の上で最大の問題となったのは地元住民の理解であった。アメリカ同時多発テロ事件の影響や、イスラム教そのものが日本人になじみが薄い事もあって、地域住民のイスラム教施設建設に対する感情は決して良いとはいえず、自治会は公安警察への問い合わせまで行った。そこで彼らは地元住民に九州大学で行っていた集団礼拝を実際に見学してもらう、催しを開いて料理をふるまうといった活動を続けイスラム教やイスラム教徒に対する理解を得ることに努めた。こうして地域住民への配慮を条件に建設が認められ、2008年にようやく着工した。建築は福岡市内の建築業者によって行われ、2009年3月に竣工、4月12日に正式に開堂した。

## 館内

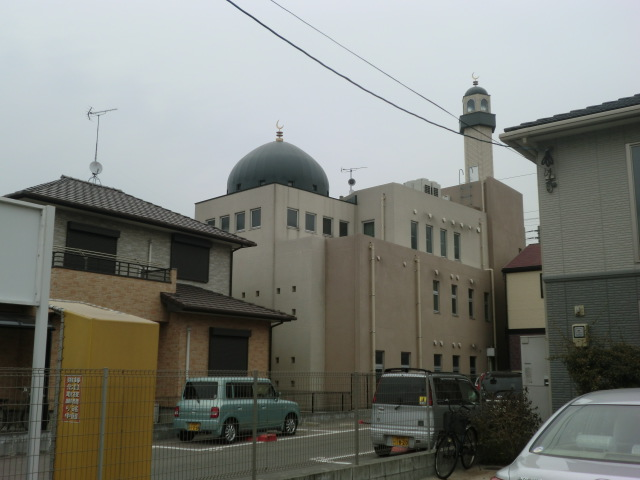
反対側から。ドームがあるのが分かる。

モスクは地下1階から3階まである。まず、地下1階にはイスラム教に関する書籍を有する図書館があり、開館時間内（10:00〜19:00、礼拝時間以外）は信者以外でも見学・利用出来るようになっている。また多目的ホールがあり、主に男性が利用するという。
礼拝所は吹き抜けとなっており、1階は男性信者が利用し、2階は女性信者が利用する。礼拝所の内部は比較的シンプルな造りで自然光を取り込む造りとなっており、ミフラーブ（メッカの方向を示す設備）やミンバルといった礼拝に必要な施設を備えている。また東京や神戸のモスクも参考に作られ、アラブ首長国連邦から輸入した絨毯で彩られた堂内は異国情緒をも感じさせる。
3階にはキッチンを備えた多目的ホールがあり、主に女性信者が利用するほか、子どもの集会や地域住民への料理教室なども行われている。

## 所在地
住所は福岡市東区箱崎3丁目2番18号。九州大学箱崎キャンパス跡地に近く、周りは住宅地となっている。

### アクセス
- JR九州 鹿児島本線・箱崎駅西口を出て右方向に徒歩3分、「緑のドームに月の塔」が目印

### 書籍
- 店田廣文『日本のモスク―滞日ムスリムの社会的活動』 14巻、山川出版社〈イスラームを知る〉、2015年。ISBN 978-4-634-47474-1。

### 論文
- 岩崎真紀「ムスリム学生と異文化適応」（PDF）『九州大学留学生センター紀要』第26巻、九州大学留学生センター、2018年、1-23頁。